# Cámara Argentina de Productores de Fonogramas y Videogramas
Die Cámara Argentina de Productores de Fonogramas y Videogramas, kurz CAPIF, ist eine Verwertungsgesellschaft aus Buenos Aires, welche die Nutzungsrechte aus dem Urheberrecht von denjenigen Komponisten, Textdichtern und Verlegern von Musikwerken in Argentinien vertritt, die Mitglied der CAPIF sind. Die CAPIF ist Mitglied der International Federation of the Phonographic Industry (IFPI) und ist eine Non-Profit-Organisation (NPO), welche in multinationalen und nationalen Labels integriert ist.
Die CAPIF wurde am 25. Juni 1958 gegründet und wird heute von Guillermo Castellani geleitet. Am 24. Januar 2012 wurde die Website der CAPIF von Anonymous im Rahmen der Protestaktion gegen SOPA und PIPA gehackt und für mehrere Stunden außer Gefecht gesetzt.

## Verleihungsgrenzen der Tonträgerauszeichnungen
Die CAPIF vergab erstmals im Januar 1980 den Gold- bzw. Platin-Status für eine besonders hohe Anzahl verkaufter Tonträger. Bei den Alben richtet sich dabei die Höhe der zertifizierten Einheiten nach dem Erstveröffentlichungsdatum des Tonträgers.

### Alben
| Auszeichnung | bis 31. Dezember 2000 | bis 31. Dezember 2011 | bis 30. Juni 2016 | seit 1. Juli 2016 |
| ------------ | --------------------- | --------------------- | ----------------- | ----------------- |
| Gold         | 30.000                | 20.000                | 15.000            | 10.000            |
| Platin       | 60.000                | 40.000                | 30.000            | 20.000            |
| 2× Platin    | 120.000               | 80.000                | 60.000            | 40.000            |
| …            |                       |                       |                   |                   |
| Diamant      | 500.000               | 250.000               | 200.000           | 135.000           |

### Singles
| Auszeichnung | bis 31. Dezember 2000 (physisch) | bis 31. Dezember 2008 (keine Verleihung) | seit 1. Januar 2009 (digital) |
| ------------ | -------------------------------- | ---------------------------------------- | ----------------------------- |
| Gold         | 50.000                           | —                                        | 10.000                        |
| Platin       | 100.000                          | —                                        | 20.000                        |
| 2× Platin    | 200.000                          | —                                        | 40.000                        |
| …            |                                  |                                          |                               |
| Diamant      | —                                | —                                        | 135.000                       |

### Videoalben
| Auszeichnung | bis 31. Dezember 2010 | bis 30. Juni 2016 | seit 1. Juli 2016 |
| ------------ | --------------------- | ----------------- | ----------------- |
| Gold         | 4.000                 | 7.500             | 5.000             |
| Platin       | 8.000                 | 15.000            | 10.000            |
| 2× Platin    | 16.000                | 30.000            | 20.000            |
| …            |                       |                   |                   |
| Diamant      | —                     | 75.000            | 50.000            |

### Kompilationen
| Auszeichnung | bis 31. Dezember 2000 |
| ------------ | --------------------- |
| Gold         | 100.000               |
| Platin       | 200.000               |
| 2× Platin    | 400.000               |
| …            |                       |